# Bretagne-de-Marsan
Bretagne-de-Marsan è un comune francese di 1 430 abitanti situato nel dipartimento delle Landes nella regione della Nuova Aquitania.

## Società

### Evoluzione demografica
Abitanti censiti